# FUSS
Der FUSS e. V., Fachverband Fußverkehr Deutschland, ist eine Interessenvertretung von Fußgängerinnen und Fußgängern in Deutschland. Er ist ein Verkehrsclub, der sich dafür einsetzt, das Zufußgehen sicherer, gesünder, angenehmer und attraktiver zu machen und den Umweltverbund in Stadt und Land zu stärken. Der Verein wurde 1985 gegründet. Sitz der Geschäftsstelle ist Berlin.

## Wirken
Der Verein arbeitet als Fachverband, politische und mediale Lobby für den Fußverkehr und als Dach für lokale Initiativen zum Thema. Der FUSS e. V. kooperiert mit anderen Verbänden für einen umweltfreundlichen Verkehr sowie mit Sozial-, Senioren- und Behinderten-Organisationen. Er ist Mitglied im Verkehrsclub Deutschland (VCD) sowie der Deutschen Verkehrswacht und in der International Federation of Pedestrians (IFP). Mehr als 60 Ortsgruppen des Vereins arbeiten in den Städten und Landkreisen.
Bundespolitisch setzt der Verein sich vor allem für eine fußgängerfreundlichere Straßenverkehrsordnung ein. FUSS e. V. fordert freie und geräumige Gehwege.
Zum Thema Fußverkehr und weiteren speziellen Fachthemen wie Querungen, Gehwegbreiten, Ampelschaltungen, Gehwegparken und Geh-Recht hat der FUSS e. V. zahlreiche Publikationen herausgebracht.
Für Kommunen erarbeitet der Verein Fußverkehrs-Strategien und macht systematische Fußverkehrs-Checks. In den Jahren 2021–2023 lief dafür das dritte vom Umweltbundesamt geförderte Projekt unter dem Titel Gut gehen lassen. Das von der Phineo eG geförderte Projekt „Kinder bewegen sich selbst – und ihre Welt“ machte mit Kindergruppen in sechs Städten Analysen der alltäglichen Verkehrsumwelt und erarbeitet mit ihnen Verbesserungsvorschläge. 2021 gründete der FUSS e. V. als Online-Fortbildungseinrichtung eine Fußverkehrs-Akademie. Von 2025 bis 2026 führt FUSS e. V. gefördert von der Phineo eG das Projekt „Besseres Klima in Kommunen geht gut“ in 4 Modellstädten durch. Bei dem Projekt werden Strategien zu Klimaresilienz und Fußgängerfreundlichkeit in Städten entwickelt.
Seit 2023 vergibt der FUSS e. V. alle zwei Jahre den Deutschen Fußverkehrspreis an Kommunen, die vorbildliche Projekte für angenehmeres Gehen und lebendige Städte ins Leben rufen.
Weitere Themenschwerpunkte sind beispielsweise Planungsgrundlagen für den Fußverkehr, Verkehrssicherheit aus Fußgängersicht, Senioren zu Fuß oder Zufußgehende und Radfahrende. Weiterhin gehört der FUSS e. V. zu den Mitveranstaltern des zweijährlichen Bundesweiten Umwelt- und Verkehrskongresses (BUVKO).

## Vorstand
Der Bundesvorstand besteht aus fünf Mitgliedern:
- Paul Bickelbacher
- Thessa Gebhardt
- Claudia Nowak
- Wolfgang Packmohr
- Roland Stimpel

Die Geschäftsstelle in Berlin wird von Stefan Lieb als Bundesgeschäftsführer geleitet.

## Gremien
Die Gremien des Vereins sind die Mitgliederversammlung, der Bundesvorstand, der Vereinsrat, die Landes-, Kreis-, Orts- und Bezirksgruppen sowie Fachbeiräte und Fachausschüsse.

## Fachzeitschrift
Die vom Verband herausgegebene Fachzeitschrift Mobilogisch zum Verkehrsbereich erscheint vierteljährlich.